# ひとりっ子同志
『ひとりっ子同志』（ひとりっこどうし）は、1996年9月2日〜10月18日にTBS「花王 愛の劇場」枠にて放送された昼ドラマである。
一人っ子同志の結婚と老後の４人の親の人生の終活を描いた作品。全35話。

## キャスト
- 中島ひろ子
- 嶋大輔
- 藤木悠
- 山口崇
- 茅島成美
- 鶴田忍
- 大森暁美
- 太田翔平
- 塩川紘基
- 片岡富枝
- 中上雅巳
- 森下桂（現・森下涼子）
- 高橋将仁

## スタッフ
- 脚本 -　浪波裕史
- 音楽 - 吉田明彦
- 演出　-富田勝典　荒井光明
- 演出補ｰ　山田光広
- 制作進行 - 木村尚司
- プロデューサー - 富田勝典、荒井光明
- プロデューサー補 - 酒井聖博

- 制作 - TBS、ブイ・エス・オー

## 主題歌
- 『ふたりのSomeday』

作詞：小林和子・カズン/作曲：カズン
編曲：森俊之/歌：カズン